# Pjotr Pospelov
Pjotr Nikolajevič Pospelov (rusky Пётр Никола́евич Поспе́лов; 8. červnajul./ 20. června 1898greg. Kuznecovo – 22. dubna 1979 Moskva) byl sovětský historik a vysoký stranický činitel: tajemník ÚV KSSS (1953–1960) a kandidát předsednictva ÚV KSSS (1957–1961). Nositel Stalinovy ceny prvního stupně (1943) a hrdina socialistické práce (1958). Vstoupil do KSSS v roce 1916. Absolvoval Ekonomickou fakultu Ústavu rudé profesury (1930), jenž měl vychovávat novou sovětskou inteligenci. Podílel se na přípravě Stručných dějin VKS(b). V letech 1961–1967 zastával funkci ředitele Ústavu marxismu-leninismu ÚV KSSS. Doktor historických věd, člen-korespondent AV SSSR (1946), akademik AV SSSR (1953). 